# Alice (Tom Waits)
Alice è il quindicesimo album in studio del cantautore statunitense Tom Waits.

## Tracce
Testi di Tom Waits e Kathleen Brennan.
1. Alice – 4:28
2. Everything You Can Think – 3:10
3. Flower's Grave – 3:28
4. No One Knows I'm Gone – 1:42
5. Kommienezuspadt – 3:10
6. Poor Edward – 3:42
7. Table Top Joe – 4:14
8. Lost in the Harbour – 3:45
9. We're All Mad Here – 2:31
10. Watch Her Disappear – 2:33
11. Reeperbahn – 4:02
12. I'm Still Here – 1:49
13. Fish & Bird – 3:59
14. Barcarolle – 3:59
15. Fawn (Strumentale) – 1:43